# Финал Кубка России по футболу среди женщин 2023
Финал Winline Кубка России по футболу 2023 — финальный матч 31-го розыгрыша Кубка России по футболу среди женщин. В финале второй раз подряд приняли участие московский ЦСКА и петербургский «Зенит».

## События до матча
26 сентября 2023 года было объявлено, что финальный матч пройдет в Калининграде.
9 октября 2023 года было объявлено, что финальный матч кубка будет в один день с полуфиналом Медийной футбольной лиги ФК «Эгриси» - ФК «Broke Boys», который прошел на этом же стадионе. Тогда же стартовала продажа единых билетов (стоимость от 200 р.), действительных для обоих матчей.

## Место проведения
Финальный матч за Winline Кубок России по футболу среди женских команд состоялся 15 октября в 16:30 (МСК) на «Ростех Арене» в г. Калининград. Вместимость стадиона составляет 35 016 зрителей, арена принимала матчи Чемпионата Мира в 2018 году (на стадионе были проведены четыре матча группового турнира). В 2021 году на стадионе был проведен розыгрыш Суперкубка России 2021, где встречались «Зенит» и «Локомотив».

## Команды
Для Зенита финал стал третьим подряд в истории Кубка России, до этого были финалы против «Локомотива» в 2021 году и против ЦСКА в 2022 году. ЦСКА вышел в финал в четвёртый раз.
Достижения в розыгрышах Кубка России
| Команда | Итого    | 2023         | 2022         | 2021 | 2020 | 2019 | 2018 | 2017         |
| ------- | -------- | ------------ | ------------ | ---- | ---- | ---- | ---- | ------------ |
| ЦСКА    | 4 финала | Кубок России | Кубок России | 1/8  | 2    | 1/2  | 1/4  | Кубок России |
| Зенит   | 3 финала | 2            | 2            | 2    | 1/4  | —    | —    | —            |

## Тренеры
В финале командой руководил Максим Зиновьев (для него это также четвертый финал), а для Ольги Порядиной финал кубка стал третьим в карьере.
Достижения тренеров в розыгрышах Кубка России
| Тренер          | Итого      | Сезоны       | Сезоны       | Сезоны | Сезоны | Сезоны       | Сезоны       | Сезоны       | Сезоны       | Сезоны | Сезоны       | Сезоны       | Сезоны       | Сезоны       | Сезоны | Сезоны       | Сезоны       |       |
| Тренер          | Итого      | 2023         | 2022         | 2021   | 2020   | 2017         | 2010         | 2009         | 2008         | 2007   | 2006         | 2004         | 2003         | 2002         | 1998   | 1997         | 1996         |       |
| --------------- | ---------- | ------------ | ------------ | ------ | ------ | ------------ | ------------ | ------------ | ------------ | ------ | ------------ | ------------ | ------------ | ------------ | ------ | ------------ | ------------ | ----- |
| Ольга Порядина  | 14 финалов | Тренер       | Тренер       | Тренер | Тренер | —            | Игрок        | Игрок        | Игрок        | Игрок  | Игрок        | Игрок        | Игрок        | Игрок        | Игрок  | Игрок        | Игрок        | Игрок |
| Ольга Порядина  | 14 финалов | 2            | 2            | 2      | 1/4    | —            | Кубок России | Кубок России | Кубок России | 2      | Кубок России | Кубок России | Кубок России | Кубок России | 2      | Кубок России | Кубок России |       |
| Максим Зиновьев | 4 финала   | Тренер       | Тренер       | Тренер | Тренер | Тренер       | —            | —            | —            | —      | —            | —            | —            | —            | —      | —            | —            |       |
| Максим Зиновьев | 4 финала   | Кубок России | Кубок России | 1/8    | 2      | Кубок России | —            | —            | —            | —      | —            | —            | —            | —            | —      | —            | —            |       |

## Судейство
судейство клубов Веры Опейкиной
| дата                                      | город           | стадион   | турнир    | хозяева | оппонент | счёт           |
| ----------------------------------------- | --------------- | --------- | --------- | ------- | -------- | -------------- |
| Чемпионат России по футболу среди женщин  |                 |           |           |         |          |                |
| 01.08.2020                                | Москва          | ВЭБ Арена | 1 тур ЧР  | ЦСКА    | Зенит    | 2:1            |
| 25.09.2021                                | Санкт-Петербург | Смена     | 21 тур ЧР | Зенит   | ЦСКА     | 0:0            |
| Суперкубок России по футболу среди женщин |                 |           |           |         |          |                |
| 17.06.2023                                | Москва          | ВЭБ Арена | СКР       | Зенит   | ЦСКА     | 1:1 (пен. 5:4) |

## Путь к финалу
| И | В | Н | П | ГЗ | ГП | РГ |
| - | - | - | - | -- | -- | -- |
| 3 | 3 | 0 | 0 | 7  | 1  | +6 |

| И | В | Н | П | ГЗ | ГП | РГ |
| - | - | - | - | -- | -- | -- |
| 3 | 2 | 1 | 0 | 7  | 2  | +5 |

## Регламент матча
Спортивный регламент
- 90 минут основного времени (компенсированное время к каждому тайму в случае необходимости).
- Послематчевые пенальти в случае необходимости.
- Максимум пять замен.

## Финальный матч
| Зенит          | 1:4      | ЦСКА                                               |
| -------------- | -------- | -------------------------------------------------- |
| Гживиньска 49′ | Протокол | 45′ Онгене · 55′ (пен.), 88′ Смирнова · 72′ Ордега |

| Зенит | ЦСКА |

| Вр             | 1  | Наталья Воскобович   |  |     |
| Защ            | 24 | Любовь Кипяткова     |  | 46' |
| Защ            | 70 | Вероника Куропаткина |  |     |
| Защ            | 23 | Александра Лазаревич |  |     |
| Защ            | 13 | Вера Симановская     |  |     |
| Защ            | 19 | Ксения Цыбутович     |  |     |
| Пз             | 10 | Алёна Андреева       |  | 62' |
| Пз             | 51 | Габриэла Гживиньска  |  |     |
| Пз             | 71 | Екатерина Пантюхина  |  |     |
| Пз             | 88 | Анастасия Поздеева   |  | 80' |
| Нап            | 52 | Ана Диаш             |  | 62' |
| Запасные:      |    |                      |  |     |
| Вр             | 21 | Юлия Гриченко        |  |     |
| Защ            | 4  | Нигяр Мирзалиева     |  |     |
| Пз             | 17 | Надежда Ильиных      |  |     |
| Пз             | 14 | Елизавета Семёнова   |  | 46' |
| Пз             | 11 | Наталья Трофимова    |  |     |
| Нап            | 9  | Кики                 |  | 80' |
| Нап            | 16 | Елизавета Лазарева   |  | 62' |
| Нап            | 7  | Лина Якупова         |  | 62' |
| Тренер:        |    |                      |  |     |
| Ольга Порядина |    |                      |  |     |

| Вр              | 74 | Елизавета Щербакова |     |       |
| Защ             | 93 | Екатерина Братко    |     |       |
| Защ             | 6  | Невена Дамьянович   |     |       |
| Защ             | 31 | Маргарита Мануйлова |     | 90+4' |
| Защ             | 15 | Юлия Мясникова      |     |       |
| Защ             | 25 | Юлия Плешкова       |     |       |
| Пз              | 22 | Ксения Коваленко    |     | 90+2' |
| Пз              | 18 | Франциска Ордега    |     |       |
| Пз              | 14 | Татьяна Петрова     |     |       |
| Пз              | 10 | Надежда Смирнова    |     |       |
| Нап             | 7  | Габриэль Онгене     | 45' | 85'   |
| Запасные:       |    |                     |     |       |
| Вр              | 29 | Анастасия Ананьева  |     |       |
| Вр              | 1  | Эльвира Тодуа       |     |       |
| Защ             | 27 | Мария Алексеева     |     |       |
| Защ             | 5  | Тияна Янкович       |     |       |
| Пз              | 23 | Ольга Чернова       |     |       |
| Нап             | 20 | Валерия Бизенкова   |     |       |
| Нап             | 72 | Анастасия Самсонюк  |     | 90+2' |
| Нап             | 11 | Татьяна Эводо Экого |     | 90+4' |
| Нап             | 17 | Дарья Яковлева      |     | 85'   |
| Тренер:         |    |                     |     |       |
| Максим Зиновьев |    |                     |     |       |

| Ассистенты главного арбитра: Елена Собчук (Санкт-Петербург) Яна Земскова (Самара) Резервный судья: Ян Бобровский (Санкт-Петербург) Резервный ассистент: Екатерина Козырева (Чехов) VAR: Евгений Турбин (Дмитров) AVAR: Екатерина Курочкина (Малаховка) |